# Navatrasierra
Navatrasierra es una entidad local menor española del municipio de Villar del Pedroso, perteneciente a la provincia de Cáceres, en la comunidad autónoma de Extremadura.

## Geografía
El pueblo está situado al sureste de la provincia de Cáceres. Su territorio abarca una extensión de unos 100 km² y está delimitado geográficamente por dos escarpadas sierras, la sierra de Altamira al noreste, que forma parte de la comarca de la Jara cacereña, y la sierra del Hospital del Obispo al suroeste, que forma parte de las Villuercas. Limita al norte con el término municipal de Villar del Pedroso, al sur con Alía y la Calera, al este con Carrascalejo y Mohedas de la Jara y al oeste con Castañar de Ibor y Navalvillar de Ibor. 
El pueblo está situado en la solana de la sierra de Altamira, a una altitud de unos 730 m sobre el nivel del mar. Ente las dos sierras el terreno se encuentra interrumpido por una infinidad de cerros y profundos valles por los cuales discurren las aguas de los numerosos arroyos y torrentes que llevan sus aguas a los dos ríos que forman el valle central: el Gualija y el Guadarranque, estando ambas sierras divididas por estrechas gargantas u hoyas, dando una gran vistosidad al paisaje.  Navatrasierra está enclavado en el Geoparque Mundial Unesco Villuercas-Ibores-Jara y forma parte del Sendero Internacional Apalachense. Así mismo, por su término pasa el Camino Real de Guadalupe.

### Clima
El clima de la zona es continental, con temperaturas altas en verano, aunque las noches suelen ser frescas, y bajas en invierno. Todos los inviernos suele nevar alguna vez, sobre todo en la Sierra del Hospital cuyo pico más alto, el Cervales, alcanza una altitud de 1443 metros.

### Flora y fauna

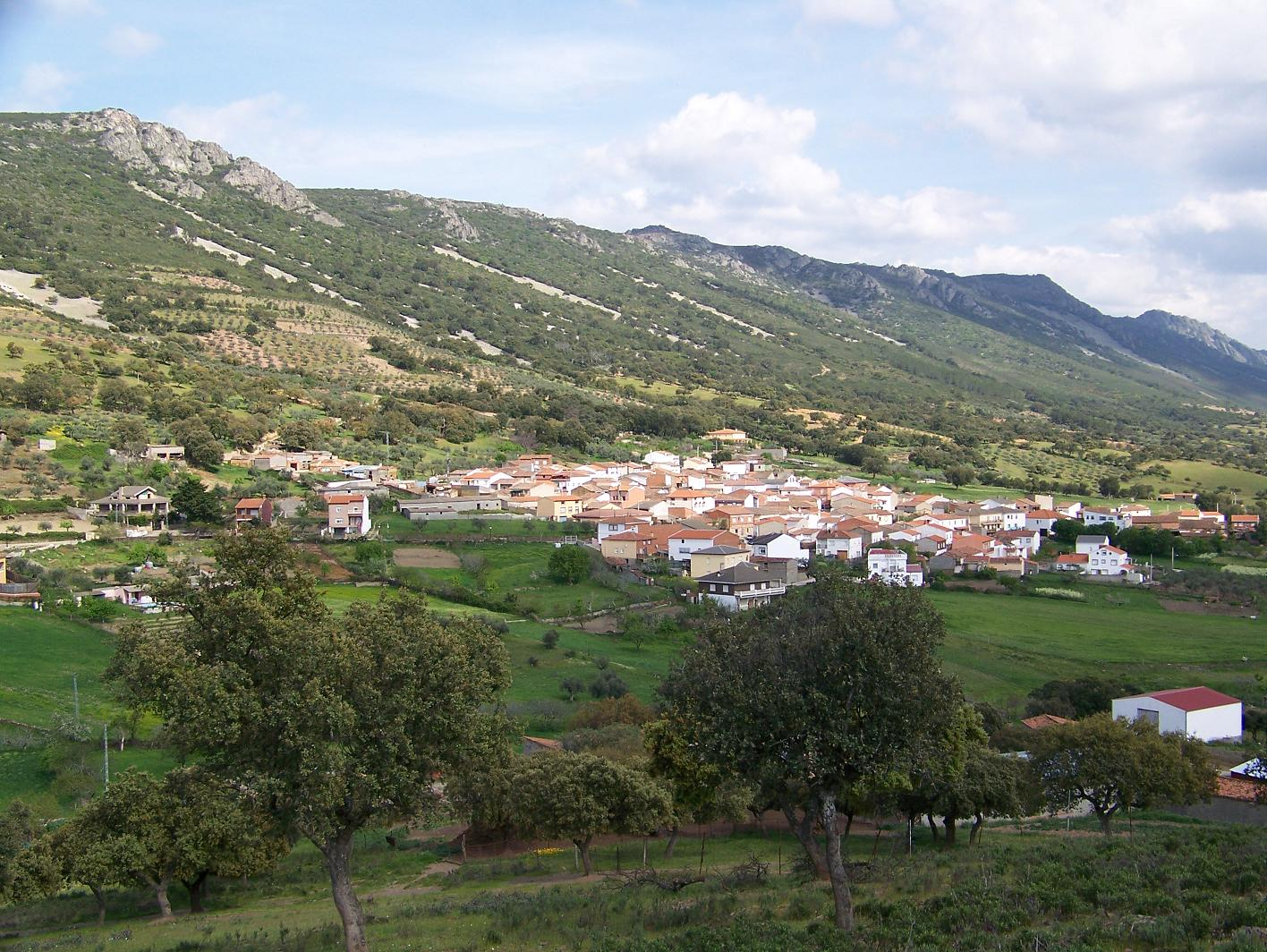
Vista de Navatrasierra

La vegetación es muy variada predominando el bosque y matorral de tipo mediterráneo. El matorral de jara, que caracteriza a toda la comarca, tapiza la mayor parte del terreno. Otras especies de matorral abundantes son: el tomillo, cornicabra, durilla, torvisca, brezo, escobeño, retama, zarzamora, etc. Abundan también los helechos en las zonas húmedas. En cuanto a los arbustos están ampliamente representados por el madroño, que forma en algunos casos verdaderos bosques. También abundan el chaparro, el sauce, el acebuche, el espino, el majuelo, el durillo y la rebolla. Por lo que respecta a los árboles es la encina la reina del lugar, si bien encontramos otros como el alcornoque, el quejigo, el aliso, el fresno, el roble y el enebro, sin dejar de mencionar la abundancia de un árbol muy característico y amenazado que crece junto a los arroyos de la sierra y que es el loro o lorera.
Al igual que la vegetación, la variedad faunística es muy amplia, y va desde grandes mamíferos como el venado, el corzo y el jabalí, a otros más pequeños como el gato montés, zorro, gineta, garduña, algunos conejos y liebres, comadrejas, ratones de campo, etc. Todas especies se han visto reducidas en los últimos años, pero todavía constituyen una población estable. Citar también al desaparecido lince, extinguido en la década de los 70 y que antaño pobló las espesuras de estos montes, así como el lobo, muy abundante hasta principios de los 60, contra el que lucharon nuestros antepasados por los continuos ataques al ganado, hasta su exterminio.
En cuanto a las aves, las especies más características son: golondrina, vencejo, avión común, alcaudón, cogajuda, lavandera, ruiseñor, jilguero, gorrión, mirlo, petirrojo, herrerillo, zorzal, verderón, chochín, tordo, oropéndola, cuco, pico picapinos, abubilla, alguna perdiz, tórtola y paloma torcaz. Córvidos como el rabilargo, arrendajo o cuervo. Rapaces como alcotán, cernícalo, águila culebrera, águila perdicera, águila calzada, azor, gavilán, halcón, el majestuoso águila real y el buitre leonado. Rapaces nocturnas como el búho real, lechuza, autillo, mochuelo, cárabo y búho chico, que llenan de sonido las noches con sus cantos y reclamos.
Los reptiles y anfibios también están representados por especies como culebras, la peligrosa víbora, lagartos, lagartijas y ranas.
Y por último destacar la gran variedad de insectos, algunos tan beneficiosos como la abeja que elabora una rica miel tan variada en colores y sabores como lo es la flora de nuestro entorno.
Se trata de una zona con grandes valores ambientales y paisajísticos, y es una de las áreas de Extremadura que acaparan una mayor biodiversidad.

## Historia
Aunque hay algún indicio de construcciones primitivas como el Castillejo, ya desaparecida, que el catedrático Jiménez de Gregorio asegura que se trataba de un pequeño castro ibero celta y que más tarde podría haberse habitado por los árabes como castillo, nuestros antepasados contaban que los primeros pobladores de Navatrasierra fueron los colmeneros y los vaqueros de Villar del Pedroso que venían con vacas, durante los veranos, a los terrenos colindantes al pueblo.
Así, Navatrasierra nació siendo una pequeña alquería, formada por un puñado de casas y por una pequeña extensión de terreno.
El lugar ahora ocupado por las casas del pueblo, sus huertos, prados y cercas, era en su mayoría un terreno encharcado por la abundancia de agua en toda la zona, siendo probablemente éste el origen de su nombre: Nava tras sierras o Navaentresierras (el término 'Nava' significa llanura pantanosa entre sierras).
Además este terreno estaba todo cubierto de arbustos de todas clases: zarzales, sauceras, durillas, juncos, parras silvestres y un buen número de árboles como alisos o fresnos, de los que aún quedan algunos ejemplares. Los primeros pobladores drenaron y desbrozaron estos terrenos, para hacerlos cultivables, formando los fértiles prados y cercas que rodean al pueblo.
Los hechos más destacables de la historia de Navatrasierra son los siguientes:
En 1246 la zona de las Villuercas, entre la sierra de Altamira y la sierra de Guadalupe, así como los terrenos que forman actualmente la Jara pasan a pertenecer a las tierras de Talavera, cuando estos terrenos fueron liberados del dominio de los árabes. Los leñadores, ballesteros o cazadores y colmeneros fueron los primeros en repoblar esta zona serrana. Así Carrascalejo fue, en sus comienzos cristianos, una posada de colmenas, y este sería el origen de los primeros caseríos en Navatrasierra, como una posada de colmenas, como así lo atestigua el sitio conocido por "El Colmenar" próximo al pueblo.
En el siglo XIV, el rey Pedro I el Cruel manda construir la casa del Hospital del Obispo, en el Valle del mismo nombre, para su recreo. Más tarde, el rey D.Enrique, hermano de dicho rey, la destinó para hospedaje y atención de los peregrinos que se dirigían al monasterio de Guadalupe por el Camino Real, que partiendo de Toledo y Madrid pasaba por estos territorios. Por el pasaron ilustres personajes como: el rey Felipe el Hermoso con su esposa Juana la Loca, los Reyes Católicos y el emperador Carlos V.
En el siglo XV la población en el término de Navatrasierra se reduciría a viviendas aisladas y dispersas, que serían chozas de lanchas (pizarra) y barro, cerca de las posadas de colmenas o en el interior del monte.
A principios del siglo XVIII, existían varias posadas en terreno perteneciente al término de Villar, pero bajo la jurisdicción del Concejo de Talavera. Podemos citar la existencia de varias de estas posadas en el año 1710, situadas en el actual término de Navatrasierra: la posada de Valdefuentes, la posada de la Venta del Puerto, la posada de Linarejos; la posada de la Talanquera, o la posada de Santo Tomé. En esta época solamente existían unas pocas casas agrupadas en tres barrios separados, formado cada uno de ellos por un callejón cerrado con una sola entrada. Estos barrios eran conocidos como el barrio de la Campana, el barrio de la Esquina (o del Chorro), y el barrio del Altozano o de arriba. Después se fueron construyendo casas desde el barrio de la Esquina hasta el barrio del Tiro Barra formando primero la calle Real (ahora Dr. Garrido), cuya parte alta coincide hoy con la calle de la Fuente y la calle Corralada.
En el año 1833, se divide el territorio español en 49 provincias. De esta forma Navatrasierra pasa a formar parte de la provincia de Cáceres, quedando como anejo de Villar del Pedroso, y perdiendo toda dependencia de la villa de Talavera, a la cual había pertenecido hasta este año de 1833.
En 1860 don José de Salamanca compra la Dehesa del Hospital del Obispo, con arreglo a las leyes de Desamortización, quedando el pueblo rodeado por los terrenos de la Dehesa. Los vecinos del pueblo solicitan al Sr. de Salamanca que les ceda los terrenos que rodean al pueblo para aprovechamiento con sus ganados, así como los labrados que tiene contiguos al pueblo, atendiendo a que tampoco tenían de donde sacar leñas para sus usos. El Sr. de Salamanca accede a hacer esta donación, y traspasa los terrenos solicitados a los vecinos de Navaentresierra, quedando este hecho reflejado en la escritura con fecha 24 de febrero de 1861.
Para explotar estas 2000 fanegas de terrenos se hace necesario contratar mano de obra procedente de los pueblos de los alrededores. De esta manera, en las dos últimas décadas del siglo, van llegando al pueblo jornaleros para labrar las tierras y cabreros contratados por los nuevos propietarios.
En el año 1901 se toma oficialmente el nombre del pueblo como Navatrasierra, sustituyéndolo por el de Navaentresierra utilizado anteriormente. En este mismo año se bendice y se amplía el cementerio.
En 1918 hubo una grave epidemia de gripe que produjo muchas muertes entre los habitantes de la Nava, murieron alrededor de 32 personas de todas las edades.
En 1920 el marqués de la Romana corta los robles centenarios del Valle del Hospital para vender la madera. Entonces el único camino útil era el camino Real, pero solo era un camino de herradura por el que no podían transitar los carros. Por tal motivo fue necesario construir un camino para transportar la madera, el cual daría origen a la actual carretera.
En 1934 el marqués de la Romana vende la Dehesa del Hospital a varios vecinos de Navatrasierra, por la cantidad de 25 000 pesetas.
En 1936 estalla la Guerra Civil y sacude al pueblo de Navatrasierra situándose el frente en las cercanías del pueblo, en el risco Pelado. 
Los años posteriores a la Guerra Civil, en los años 40, el pueblo padeció el acoso de los "maquis" o "tíos de la sierra", como se les llamaba aquí, que eran miembros de las filas republicanas y bandoleros criminales que huían de la justicia tras haber cometido sus crímenes en la guerra.
En 1959 se produjo en Navatrasierra una gran transformación al llevarse a cabo una serie de obras que cambiaron la vida de este pueblo. Estas cambios llegaron de la mano de la mejora de la economía nacional. Las principales obras fueron la construcción del depósito de agua, del cementerio nuevo en el Cerrillo y de la escuela, también se instaló un teléfono, la luz eléctrica, el agua corriente en las casas, cuatro fuentes en las calles del pueblo, el empedrado de la travesía de la carretera por el casco urbano, y los lavaderos públicos (las pilas).
El 17 de septiembre de 1985 el Gobierno dictó un Decreto, por el que se aprobaba la constitución de Entidad Local Menor de Navatrasierra, en el término municipal de Villar del Pedroso, (publicado en el BOE número 259, de 29 de octubre de 1985). De esta forma Navatrasierra pasa a tener una cierta independencia de dicho Municipio a la hora de autogobernarse, pues, entre otras cosas, pueden elegir directamente a su alcalde pedáneo y gestionar sus recursos.
En noviembre de 2008 la Junta Vecinal de la Entidad Local Menor aprobó sus símbolos: Escudo y Bandera.
Los sucesivos alcaldes pedáneos han sido los siguientes: Juan Antonio Álvarez Torrecilla, (Partido Popular, 1985-1991), Felicísima Vadillo Cruz ( PSOE, 1991-2003), José Francisco Álvarez Fernández (Partido Popular, 2003-2007), José Antonio Díaz Fernández (Partido Independiente de Navatrasierra, PIN-Nava, desde 2007-2019), y Feliciano Díaz Fernández (Partido Independiente de Navatrasierra, PIN-Nava, 2019 hasta la actualidad).
Entre sus tradiciones más arraigadas se encuentra la celebración de la fiesta de su patrón Santo Tomás Apóstol, el día 21 de diciembre, en la cual se celebra la misa extremeña y después se saca al Santo en procesión por las calles del pueblo; por la tarde se celebra el ofertorio y posterior ambiente de fiesta al ritmo de jotas y rondeñas.

## Lugares de interés

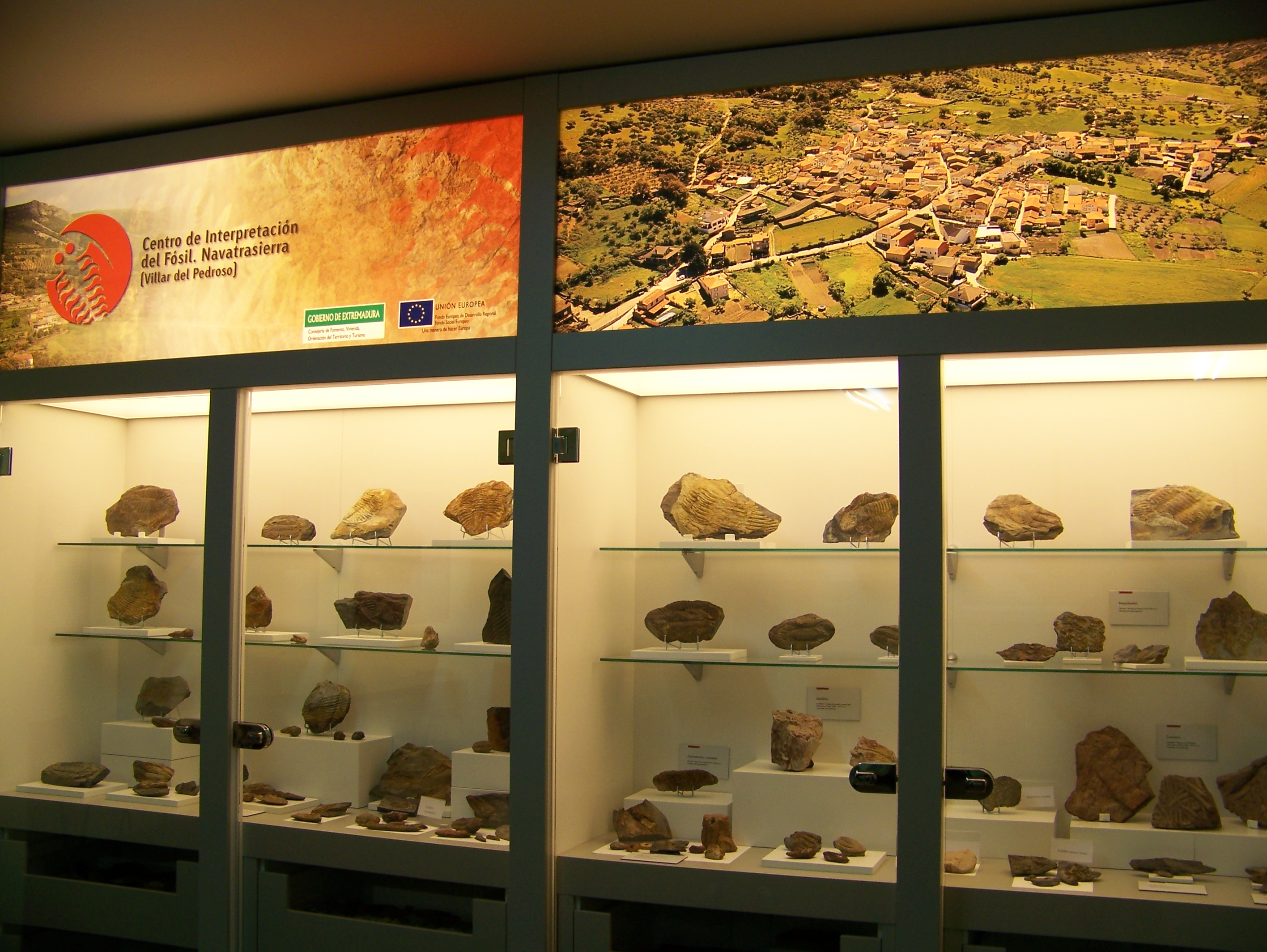
Centro de Interpretación de los Fósiles de Navatrasierra

Cuenta con varios geositios de obligada visita:
- El Cancho de El Ataque
- Las turberas del Hospital del Obispo
- El Risco Carbonero
- El Sinclinal Guadarranque-Gualija

Destacar el Centro de Interpretación de los Fósiles de Navatrasierra, que reúne una extraordinaria muestra de los restos fósiles y vestigios paleontológicos encontrados en su espacio natural, que lo habitaron hace millones de años y las huellas que nos dejaron. Destacan los trilobites, daedalus y crucianas, entre otros.